# Caleruela
Caleruela – gmina w Hiszpanii, w prowincji Toledo, w Kastylii-La Mancha, o powierzchni 9,42 km². W 2011 roku gmina liczyła 261 mieszkańców.